# Виганд, Альберт
Юлиус Вильгельм Альберт Виганд (нем. Julius Wilhelm Albert Wigand; 21 апреля 1821, Трейзе, близ Марбурга (ныне Швальмштадт) — 22 октября 1886, Марбург) — немецкий ботаник, педагог, доктор философии (1846).

## Биография
Плодотворно работал во многих областях ботаники, но особенно заметен своим своеобразным научно-философским направлением: он был противником двух капитальнейших достижений науки XIX столетия: эволюционной теории Дарвина и учения о бактериях, как о самостоятельных организмах.

Альберт Виганд

Сын Фридриха Виганда, доктора медицины, фармацевта.
Сначала обучался в Берлинском университете, преимущественно в области ботаники и зоологии, а в 1845 году перешёл в университет Йены, где окончательно специализировался в области ботаники. Ученик Маттиаса Шлейдена.
Предположительно, что влиянию Шлейдена особенно он был обязан как развитием эстетического воззрения на природу, так и особой любовью к общим философским соображениям. В 1846 году поселился снова в Марбурге, где и прожил почти всю свою жизнь, здесь же он опубликовал и первую свою работу по ботанике: «Kritik und Geschichte der Lehre von der Metamorphose der Pflanze» (Лейпциг, 1846). 
В 1861 году был избран ординарным профессором ботаники, директором ботанического сада и Фармакогностического института. Был деканом философского факультета Марбургского университета в 1872 году. С 1885 года стал тайным советником.
Специальные работы Виганда, из которых многие до сих пор представляют интерес, относятся к области морфологии и систематики цветковых и споровых растений, анатомии, физиологии, истории развития и, наконец, фармакогнозии.

## Избранные публикации
- «Grundlegung der Pflanzenteratologie» (Марбург, 1850);
- «Botanische Untersuchungen» (Брауншвейг, 1854);
- «Der Baum» (Брауншвейг, 1854);
- «Einige Sätze über die physiologische Bedeutung des Gerbstoffes und der Pflanzenfarbe» («Botan. Zeitung», 1862; связь между антоцианом и дубильными веществами);
- «Zur Morphologie und Systematik der Gattungen Trichia und Arcyria» («Pringsheim’s Jahrbücher f. wissenschaftl. Botanik», III, 1863 г.; исследование по морфологии миксомицетов);
- «Ueber die Desorganisation der Pflanzenzelle, insbesondere über die physiologische Bedeutung von Gummi und Harz» (там же; возникновение гумми через регрессивный метаморфоз клеточной оболочки);
- «Flora von Kurhessen und Nassau» (Кассель, 3-е изд. 1879);
- «Studien über Protoplasmaströmung in der Pflanzenzelle» (в 1-й тетради его издания «Botanische Hefte» (1885 г.; классификация движения протоплазмы);
- «Lehrbuch der Pharmakognosie» (4-е изд., Берлин, 1887 г.);
- «Nelumbium speciosum» (Кассель, 1888).

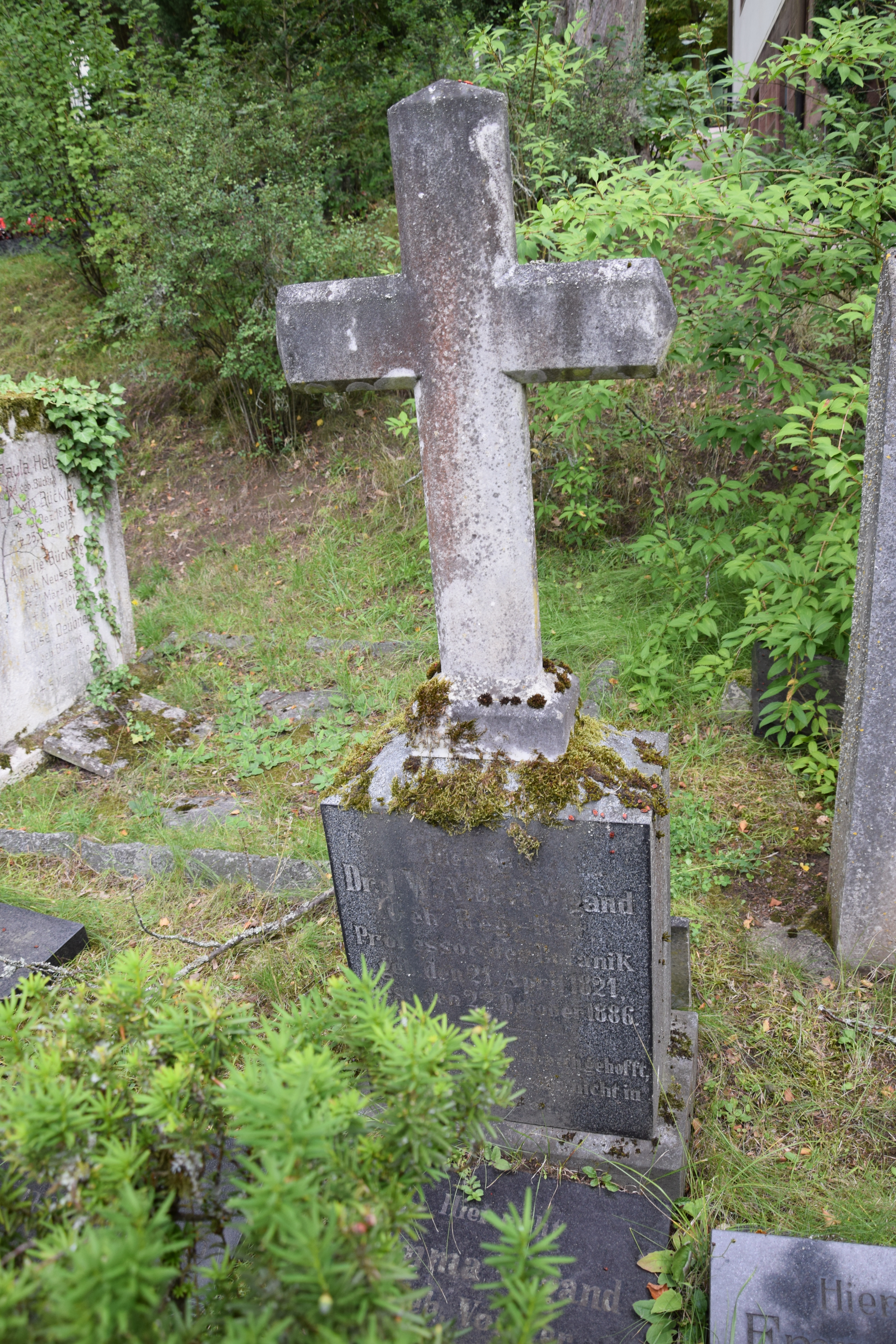
Могила А. Виганда

Более общий интерес представляют работы Виганда, направленные против господствующего учения о бактериях и против дарвинизма. По его мнению, бактерии не самостоятельные организмы, они возникают лишь при гниении и брожении из протоплазмы распадающихся клеток. Такое превращение организованного вещества в организованные индивиды он назвал анаморфозой протоплазмы. Любопытно, что сам Виганд энергически восставал против отождествления такой анаморфозы с самозарождением (generatio spontanea s. aequivoca), которое он решительно отвергал и как натуралист и как убежденный христианин.
Идеи Виганда, идущие вразрез с прочно установленными фактами, не нашли сочувствия и поддержки в учёном мире. Такая же неудача постигла и всю его горячую антидарвинистическую проповедь. Как религиозно-философские, так и научные убеждения Виганда не могли примириться с теорией Дарвина. Целый ряд попыток опубликован им с целью дискредитировать и подорвать учение, противником которого он был. Что касается его возражений, некоторым из них нельзя отказать в известной ценности, но все-таки они совершенно бессильны не только разрушить, но даже поколебать сколько-нибудь существенно общий строй дарвинизма.